# RTL (Frankreich)
RTL ist ein französischer privater Hörfunksender, der zu 100 Prozent zur RTL Group gehört. RTL ist der älteste bis in die Gegenwart tätige Privatsender Europas. Von Beginn an war Zweck des Senders, durch die Ausstrahlung von kommerzieller Reklame Gewinn zu machen. Der Sender war der erste rein internationale Sender, dessen Geschäftsmodell auf dieser Basis lag. Da der größte Teil des Gesellschaftskapitals französischen Anteilseignern gehörte, argwöhnten deutsche Stellen bereits 1932, dass das eigentliche Ziel des Senders die Manifestierung staatlicher Machtansprüche Frankreichs im eigentlich neutralen Großherzogtum Luxemburg sei. In Großbritannien führte das multi-linguale Konzept des in großen Teilen Westeuropas zu empfangenden Kommerzsenders zu Konsequenzen: britischen Künstlern, die beim RTL-Radio zu hören waren, wurden zeitweise Auftrittsmöglichkeiten in Programmen der BBC verwehrt.
RTL wurde 1933 als Radio Luxembourg gegründet und 1966 in RTL umbenannt; neben dem französischsprachigen Programm existierten Programme auf Englisch, Deutsch, Niederländisch und Luxemburgisch. Das französische Programm wurde bis 1981 teils in Paris, teils in Luxemburg produziert. Der Standort Luxemburg war für die Position von Radio Luxembourg/RTL in Frankreich aus rechtlichen Gründen notwendig, da dort bis zur Einführung des privaten Hörfunks im Prinzip nur öffentlich-rechtliche Sender senden durften. Mit der Abschaffung des staatlichen Fernmeldemonopols im Jahr 1981 änderte sich die Lage, und alle Sendungen des französischen RTL-Programms kamen seither aus den Studios in der Rue Bayard in Paris; inzwischen betreibt RTL ein neues Funkhaus am Pariser Stadtrand. Das Programm ist ein Vollprogramm mit einem hohen Wortanteil und daher nicht mit dem musikorientierten redaktionsarmen Programm von RTL Radio, dem Nachfolger des deutschsprachigen Radio Luxemburg, vergleichbar.
Die Verbreitung des französischen Programms erfolgt in Frankreich und Luxemburg analog terrestrisch (Langwelle und UKW). RTL ist seit den 1970er Jahren mit Schwankungen der meistgehörte oder zweitmeistgehörte Sender in Frankreich; 2019 lag der öffentlich-rechtliche Sender France Inter zum ersten Mal seit dreißig Jahren in der Hörergunst knapp vor RTL.
1991 wurde ein französischsprachiges belgisches Programm, Bel RTL, gegründet, das dort über UKW empfangen werden kann und inhaltlich einen ähnlichen Ansatz wie RTL Frankreich (radio généraliste) verfolgt, aber auf eine belgische Hörerschaft zugeschnitten ist und mit einheimischen Journalisten und Moderatoren arbeitet.

## Geschichte

### Von den Anfängen bis zum Zweiten Weltkrieg

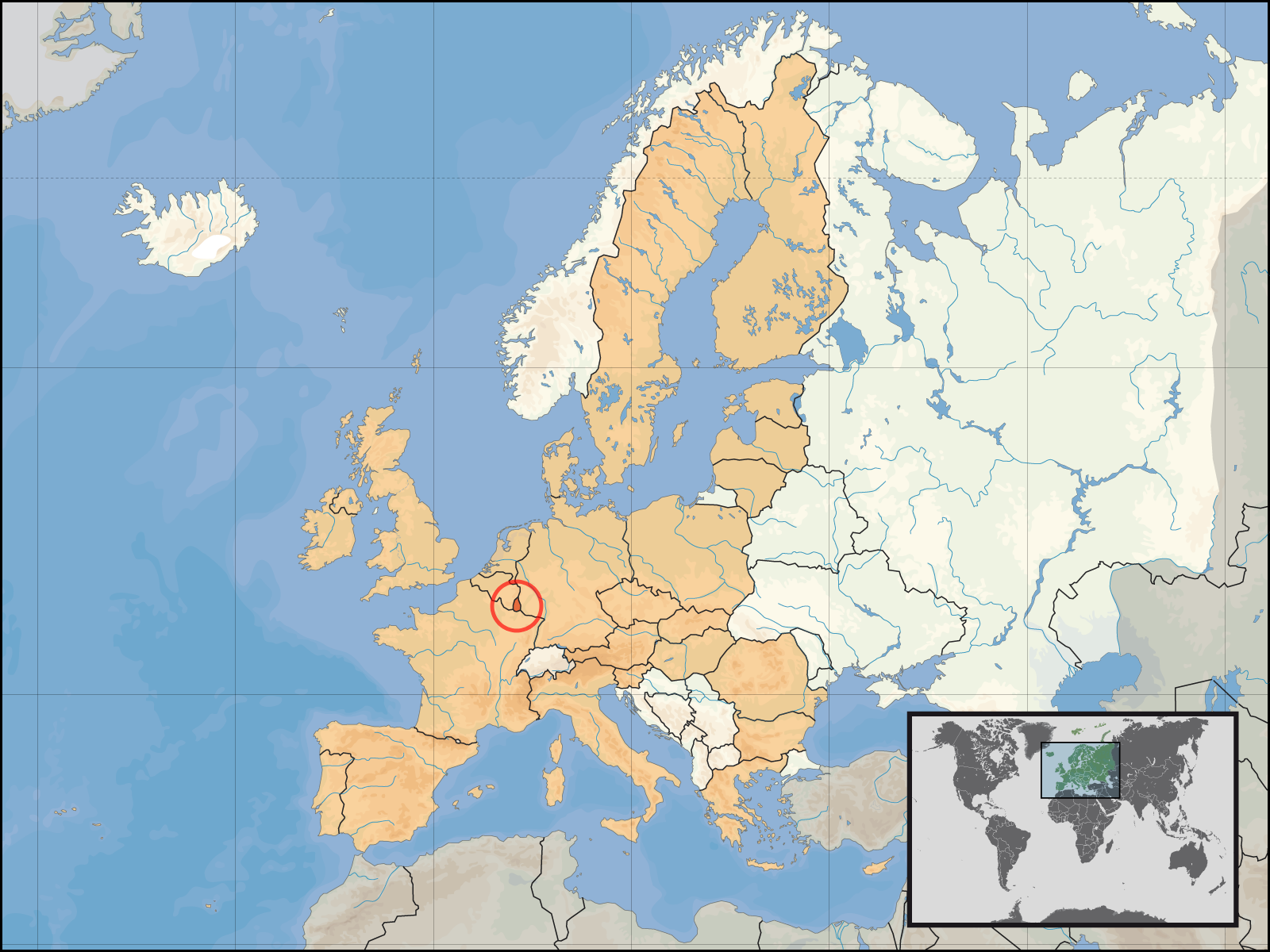
Lage von Luxemburg

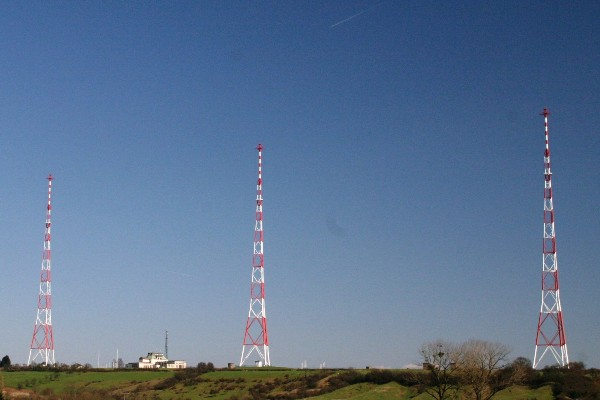
Sendeanlage in Junglinster

Die Geschichte des Rundfunks im Großherzogtum Luxemburg begann im Jahr 1924, als die Brüder François und Marcel Anen einen Sender auf dem Dachboden ihres Hauses in der Rue Beaumont in der Hauptstadt Luxemburg errichteten. Ab April 1924 sendeten sie ein Musikprogramm, das mit Schallplatten bestritten wurde. 1925 gründeten sie die Association Radio Luxembourg. Die Wortbeiträge im Luxemburger Hörfunkprogramm waren überwiegend auf Luxemburgisch, aber auch auf Deutsch, Französisch und Englisch.
Ende der 1920er Jahre, in denen der Aufbau des Rundfunkwesens zahlreicher Länder durch die Einschaltung privatrechtlicher (kommerzieller) Unternehmen geleistet wurde, waren Investorengruppen aus Frankreich, Großbritannien und Deutschland daran interessiert, Senderechte in Luxemburg zu erwerben. Ihr Ziel war es, die Werbemärkte der angrenzenden Länder gewinnbringend zu erschließen. So begann im Jahr 1929 die von Jacques Trémoulet, dem Besitzer von Radio Toulouse, geführte Compagnie Nationale de Radiodiffusion Luxembourgeoise (CNRL) mit dem Bau eines Senders in Cessange (Kohlenberg), um den Anen-Sender fortzuführen. Jedoch schuf die luxemburgische Regierung per Gesetz eine staatliche Genehmigungserfordernis und untersagte im Januar 1930 den weiteren Betrieb des Senders Cessange durch die CNRL. Stattdessen erteilte sie im September 1930 der von der französischen Compagnie des Compteurs geführten Société Luxembourgeoise d’Études Radiophonique (SLER) eine Sendelizenz für die Dauer von 25 Jahren unter der Bedingung, dass 30 Prozent der von der SLER erwirtschafteten Gewinne an den luxemburgischen Staat abgeführt würden. Die Anteilseigner der SLER gründeten daraufhin am 30. Mai 1931 die Compagnie Luxembourgeoise de Radiodiffusion (CLR), die von François Ahnen, dem französischen Verleger Henry Etienne und dem französischen Ingenieur Jean le Duc geführt wurde. Es bestand eine geheime Vereinbarung mit der CSF-Gruppe (Compagnie générale de la télégraphie sans fil), dem damaligen Mehrheitseigner von Radio-Paris. CSF und Radiophonie du Midi, zu der Radio Toulouse gehörte, beherrschten den französischen Radiomarkt und agierten in Konkurrenz zueinander. Die CSF war – ebenso wie schon zuvor Radio Toulouse – am Aufbau einer leistungsfähigen Sendeanlage in Luxemburg interessiert, um ihren Aktionsradius auf dem französischen Markt auszubauen und der eventuellen Verstaatlichung oder anderweitigen Neuregelung des Rundfunkbetriebs in Frankreich ganz oder teilweise zu entgehen. Der Eigentümer von Radio Toulouse, Trémoulet, erwarb über einen einheimischen Strohmann eine Sendelizenz in Andorra sowie weitere Lizenzen in Nordafrika. Ahnen wurde bei der CLR technischer Leiter. Im selben Jahr wurde ein für damalige Zeiten starker Langwellensender in Junglinster errichtet, der aus zwei 40 Meter hohen Masten bestand, die 90 Meter auseinander lagen.
Der Sender sollte im Sommer 1932 seinen Betrieb aufnehmen; tatsächlich begannen jedoch erst Ende 1932 Versuchssendungen. Mit Unterstützung der luxemburgischen Behörden bemühte sich die CLR beim Weltrundfunkverein (UIR) um die offizielle Zuteilung einer störungsfreien Sendefrequenz. Dabei wurde eine Wellenlänge gewählt, die in Kombination mit der Sendeleistung eine möglichst hohe Reichweite erzielen sollte. Da sich einige Mitgliedsländer der Frequenzvergabe an Luxemburg widersetzten, beschied die UIR, dass die geringe Größe des Großherzogtums den Einsatz der gewählten Wellenlänge nicht rechtfertige; der Empfang der Sendungen anderer Staaten, denen benachbarte Frequenzen zugewiesen waren, könnte gestört werden. Insbesondere britische Behörden fürchteten, die CLR könnte das in Großbritannien geltende staatliche Rundfunkmonopol unterlaufen.
Obwohl Luxemburg diese Frequenz nicht zugewiesen war, nahm die CLR am 14. Januar 1933 Versuchssendungen auf 252 kHz (später 232 kHz) mit einer Sendeleistung von 200 kW über den Langwellensender Junglinster auf. Am 15. März 1933 um 19 Uhr begann der reguläre Sendebetrieb mit vorab aufgenommener leichter Musik. Moderiert wurde das Programm in Deutsch, Französisch und Luxemburgisch. Die Sendezeit war täglich von 19 bis 23 Uhr. Zu dieser Zeit nannte sich der Sender „Radio Luxembourg Expérimental“. Man hoffte weiterhin auf eine offizielle Sendefrequenz, bekam sie jedoch erst im Kopenhagener Wellenplan 1948 zugewiesen. Nach Inbetriebnahme des luxemburgischen Langwellensenders 1932 auf der selbstgewählten Frequenz (252 kHz) wurde erstmals der sogenannte Luxemburgeffekt beschrieben.

### Unter deutscher Besatzung im Zweiten Weltkrieg
Im September 1939 wurde wegen Ausbruchs des Zweiten Weltkriegs auf Beschluss der um Neutralität bemühten Luxemburger Regierung der Sendebetrieb eingestellt und erst im November 1945 erneut aufgenommen. Nach der Besetzung Luxemburgs durch deutsche Truppen nutzte der Großdeutsche Rundfunk den luxemburgischen Langwellensender als „Sendestelle Luxemburg“.

### Bei Kriegsende
Vor dem 10. September 1944 zerstörten die abziehenden deutschen Besatzer die Sendestudios in der Villa Louvigny und demontierten die Sendeanlagen in Junglinster. Nach einer Vereinbarung zwischen der luxemburgischen Exilregierung und den USA sollte der Sender zunächst der PWD des SHAEF zur Verfügung stehen. Die PWD war eine anglo-amerikanische Organisation, die graue Propaganda betrieb, um die Moral der rückflutenden Wehrmacht im absehbar zu Ende gehenden Krieg zu untergraben. Radio Luxemburg sendete auf der Langwelle mit einer Leistung von 120 kW und konnte damit im Reichsgebiet gut empfangen werden. Den alliierten Truppen war es gelungen, in kurzer Zeit Studio und Sender wieder in Betriebsbereitschaft zu versetzen und für die amerikanischen Militärbehörden nutzbar zu machen. Für Pütter zählte Radio Luxemburg zu denjenigen Sendern mit Zielgebiet Deutschland, „von denen mit einiger Berechtigung angenommen werden [kann], daß sie - und dies auch nur in den letzten beiden Kriegsjahren - eine nennenswerte Hörerschaft gefunden haben.“ Bereits am 20. September 1944 konnte der Sender wieder in Funktion gehen; es wurden zunächst Programme der BBC sowie Nachrichten des Office of War Information ausgestrahlt. Von März bis November 1945 nutzte die Stimme Amerikas den Sender und gab ihn erst am 11. November 1945 an die CLR zurück.

### Nach dem Zweiten Weltkrieg
Tags darauf meldete sich der Sender mit den Worten: „Bonjour le monde, ici Radio Luxembourg.“ („Einen guten Tag an die Welt, hier ist Radio Luxemburg.“) Ohne Archiv und mit anfänglich rudimentärer Ausstattung bestritt die Station zunächst 40 und vom Frühjahr 1946 an bereits 80 Sendestunden wöchentlich, die hauptsächlich Nachrichten und Musik gewidmet waren. Ansagen erfolgten auf Französisch, Deutsch und Englisch.
Schnell fand Radio Luxembourg mit seinem Unterhaltungsprogramm ein großes Publikum in Frankreich und Belgien. Die 1950er Jahre gelten als das Goldene Zeitalter der Station. Emblematisch wurden populäre Sendungen wie die Spielshow Quitte ou double, Reine d'un jour (Königin für einen Tag), die Familiensoap La famille Duraton und Radio Circus, die viele Jahre täglich liefen. Fast alle nicht französischsprachigen Programmteile wurden auf die neue, jedoch schlechte Mittelwellenfrequenzen verlegt, die dem Großherzogtum 1948 beim Kopenhagener Wellenplan zugeteilt wurde. Die Ratifizierung wurde wegen der vielfach als ungerecht betrachteten Zuteilung der Frequenzen von Luxemburg nicht unterschrieben. 1955 startete der Konkurrenzsender Europe 1, der ebenfalls aus dem Ausland sendete (über einen leistungsstarken Langwellensender in Überherrn im Landkreis Saarlouis), sich vorwiegend an ein junges Publikum richtete und damit binnen weniger Jahre Radio Luxembourg in der Hörergunst überflügelte. (2019/20 beendete Europe 1 die Ausstrahlung auf der Langwelle. Der Betrieb wird jedoch über lokale UKW-Sender und weitere Verbreitungswege fortgesetzt; die Hörerzahlen sind dennoch eingebrochen.)

### Die großen Reformen: RTL wird zum meistgehörten Sender
Radio Luxembourg änderte seinen Namen am 11. Oktober 1966 im Zuge einer großen Programmreform, bei der eine völlig neue Moderatoren-Equipe präsentiert wurde, in RTL. Die Abkürzung sollte prägnanter und moderner klingen und den Zusammenhang mit dem alten Programm, Radio Luxembourg, vergessen lassen. (Das deutsche, niederländische, englische und luxemburgische Programm behielten den ursprünglichen Namen unterdessen bei.)
Im Mai 1968 (Pariser Maiunruhen) streikte der staatliche französische Rundfunk, sodass sein Sendebetrieb teilweise unterbrochen wurde. Die Berichterstattung über die Protestbewegung, die insbesondere die Straßen der Hauptstadt erfasste, wurde als defizitär und einseitig empfunden. Allein die Hörfunksender RTL und Europe 1 berichteten live und politisch unabhängig über die Vorgänge, die den französischen Staat an den Rand einer Existenzkrise führten. Sie wurden deshalb bald „radio barricades“ genannt, Barrikadenradio, nach den Barrikaden, die die Streikenden auf den Pariser Straße errichtet hatten.

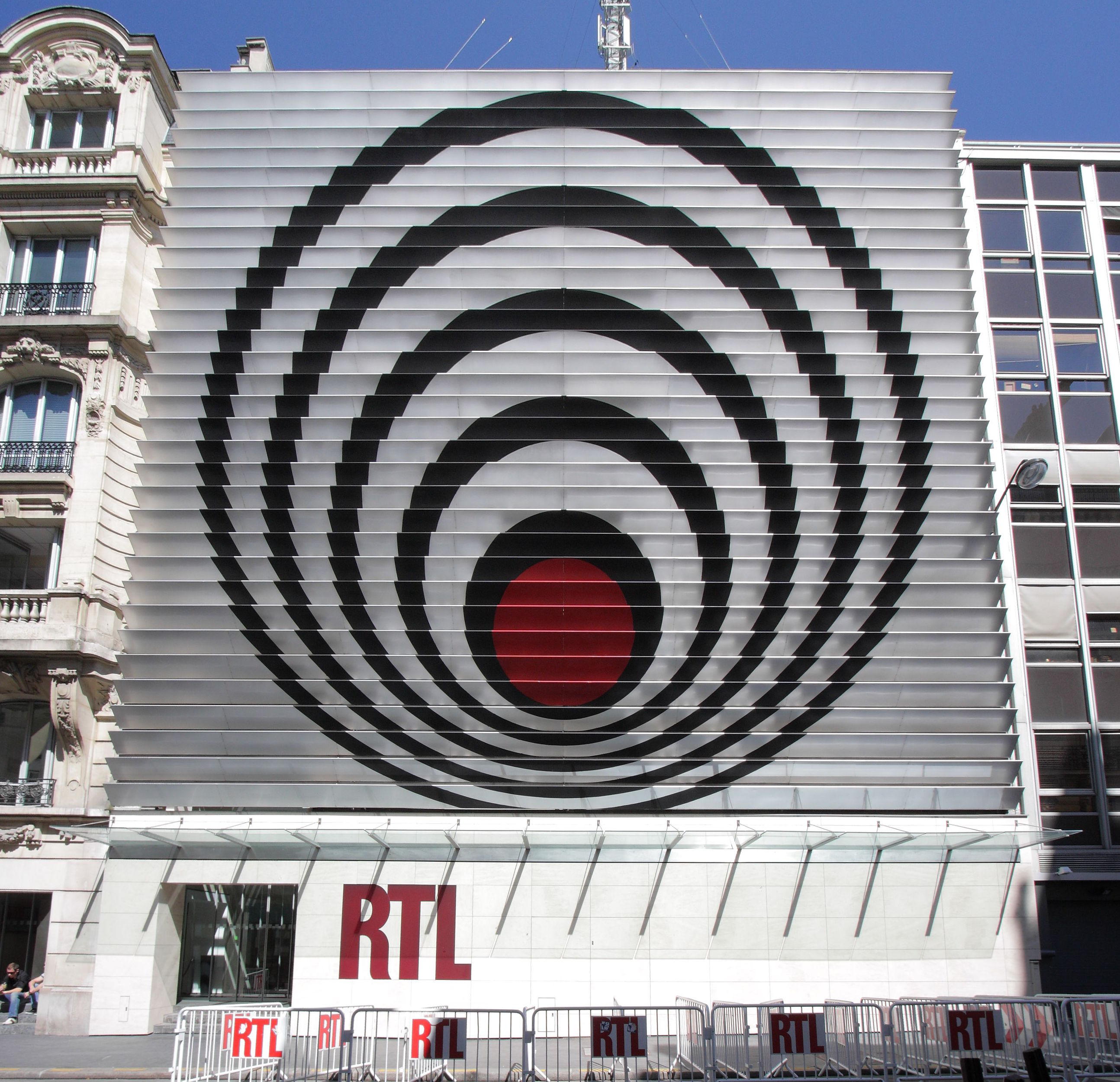
Das RTL-Funkhaus in der Rue Bayard, Paris, mit der vom Künstler Vasarely gestalteten Fassade

Vom Ende des Zweiten Weltkriegs bis in die 1980er Jahre bestand in Frankreich ein staatliches Fernmeldemonopol. Nur der vom Staat organisierte Rundfunk durfte auf französischem Territorium Sendeanlagen betreiben. Weitere Programme kamen aus den angrenzenden Kleinstaaten Luxemburg, Monaco und Andorra sowie dem Saargebiet, deren Administrationen Sendelizenzen an private Rundfunkanbieter vergaben sowie diesen die ihnen vom Kopenhagener Wellenplan (1948) zugedachten Frequenzen zur Ausstrahlung ihrer Programme überließen. Diese durchweg kommerziellen „postes périphériques“ („Randsender“) verfolgten das Ziel, den französischen Werbemarkt gewinnbringend zu erschließen; zugleich versuchte der französische Staat durch Anteilskauf, Einfluss auf die Führungsgremien der Sender zu erlangen und deren Redaktionen zur politischen Neutralität zu verpflichten. Es galt durchaus als im staatlichen Interesse liegend, die Sender als scheinbar unabhängige Stimmen auf dem Rundfunkmarkt Frankreichs zu dulden; so wurde es ihnen gestattet, Studios bzw. Funkhäuser in Frankreich zu errichten und ihre Sendungen von dort per Übertragungskabel der französischen Post an die Sendestellen im Ausland zu übermitteln. (Vgl. Radio Andorra, Sud Radio, Radio Monte-Carlo, Europe 1. Im Falle Radio Monte-Carlos lag die Sendestelle sogar auf französischem Territorium in unmittelbarer Nähe Monacos.) Im Jahr 1981 beschloss die französische Regierung unter Präsident François Mitterrand, das Sendemonopol aufzuheben. Fortan wurde es außer dem staatlichen Hörfunk weiteren Sendern erlaubt, Sendeanlagen auf französischem Territorium zu errichten. Maßgeblich beflügelte dies die Entwicklung des UKW-Sendenetzes in Frankreich; die neuen ebenso wie die alten Sender erwarben bis dahin unbesetzte UKW-Frequenzen, die es z. B. RTL ermöglichten, auch in südlichen und westlichen Landesteilen empfangbar zu sein, die vom Luxemburger Langwellensender nicht erreicht wurden. RTL sendete nun für Frankreich neben der Langwellenfrequenz vor allem auf UKW 104,3 MHz und war von 1981 bis 2002 durchweg der meistgehörte Radiosender in Frankreich.
Im Jahr 1991 startete der belgische Ableger Bel RTL, der ebenfalls in französischer Sprache sendet. Das Programm hat seine Zielgruppe im französischsprachigen Teil von Belgien und sendet aus Brüssel. Das Programm ist von den belgischen Behörden lizenziert und wird auf UKW-Frequenzen in Brüssel und Wallonien ausgestrahlt. Das Programm hat keine programmliche Verbindung zum französischen RTL.
Im Jahr 2000 löste eine Programmreform, die verhindern sollte, dass das Durchschnittsalter der RTL-Hörer weiter stieg, eine Krise aus. Bis 2002 verlor RTL ein Drittel seiner Hörerschaft und fiel im Ranking der meistgehörten Sender auf den zweiten Platz hinter NRJ, nachdem einige altgediente Moderatoren, die seit den 1970er Jahren zu Aushängeschildern des Senders geworden waren, entlassen wurden. Die Reform wurde rückgangig gemacht, und die Hörerzahlen stiegen von neuem. Von November 2006 bis Juli 2012 war RTL wieder führend, wurde jedoch nochmals von NRJ verdrängt. Im November 2012 kehrte RTL erneut auf den ersten Platz zurück. Täglich schalteten etwa 12,3 % der gesamten Radiohörerschaft Frankreichs über 13 Jahre RTL ein. Zum Vergleich: NRJ 11,6 %, France Inter 10,6 %, Europe 1 8,9 %, France Info 8,8 %, RMC 7,5 %, France Bleu 7,3 %. In den 2010er Jahren gelang es schließlich France Inter, dem Hauptprogramm des öffentlich-rechtlichen Radio France, mit RTL gleichzuziehen, während NRJ Anteile verlor. So weisen Erhebungen im November/Dezember 2021 France Inter und RTL die beiden Spitzenplätze zu: mit einem Marktanteil von 13,6 % bzw. 13,3 %, gemessen an der täglichen Hördauer.

## Empfang
RTL sendet sein Programm über UKW in Frankreich, über Kabel, über Satellit und über das Internet. Die Langwellenfrequenz 234 kHz mit dem Sender Beidweiler wurde wegen des hohen Energiebedarfs am 31. Dezember 2022 eingestellt.

## Programm
Das französischsprachige Programm von RTL ist ein Mischprogramm und wird in Frankreich zu den radios généralistes gezählt, die ein breites Programmangebot vorhalten, um ein großes Publikum zu erreichen. Der Wortanteil mit einem Fokus auf Nachrichten und aktuellem Zeitgeschehen beträgt 50 %. Die Hauptkonkurrenten von RTL waren seit den 1950er Jahren Europe 1 und der staatliche Radiosender France Inter. Diese Stationen betrieben wie RTL starke Langwellensender, die einen großen Teil des Landes abdeckten (insbesondere nördlich des Zentralmassivs, das topographisch und sendetechnisch den Mittelmeerraum von den nördlichen Landesteilen abschottet). Seit der Liberalisierung des Rundfunkmarktes in den 1980er Jahren betreibt RTL in ganz Frankreich zudem UKW-Sender.
Schon seit Ende der 1960er Jahre ist das Programm von RTL stark auf seine berühmten Moderatoren (animateurs) ausgerichtet.

Langjährige RTL-Moderatoren und ihre Sendungen:
- Maurice Favières (musikalische Früh- und Vormittagssendungen)
- Anne-Marie Peysson (1967–1990, insbesondere 1970–1976 am Wochenende vormittags in der in Minikonzerte geteilten Wunschsendung Stop ou encore, die bis heute im Programm ist; Servicesendungen im Dienste der Hausfrau oder des Verbrauchers 1972–1981 vormittags, ab 1981 nachmittags; 1981–1990 Co-Moderation von Les auditeurs ont la parole mit Hörerfragen zum politischen Tagesgeschehen im Anschluss an die Mittagsnachrichten, eine Sendung, die noch heute gesendet wird)
- Patrick Sabatier (1977–1993, übernahm im Vormittagsprogramm die Programmplätze von A.-M. Peysson)
- Fabrice (Rätselshows zur Mittagszeit)
- Michel Drucker
- Stéphane Bern
- Menie Grégoire (1967–1981: für den französischen Hörfunk wegweisende psychologisch ausgerichtete Sendung unter dem Titel Allô Menie, La responsabilité sexuelle, Aux frontières de la nuit, die anhand von Anrufen und Briefen aus der Hörerschaft sexualtherapeutische sowie familien- und gesellschaftspolitische Fragestellungen umriss und zahlreiche Tabuthemen wie das weibliche und männliche Rollenverständnis in der Partnerschaft, den weiblichen Orgasmus, Gewalt in der Ehe, Homosexualität, Frigidität u. ä. ansprach, jedoch keine individuelle Ratgeberfunktion übernahm)
- Philippe Bouvard (ca. 1967–2020, insbesondere 1977–2014 in Les grosses têtes, nachmittägliche Unterhaltungssendung mit einem wechselnd besetzten Rateteam aus bekannten Autoren, Kabarettisten, Schauspielern etc.)
- Laurent Ruquier (seit 2014, Les grosses têtes)
- Marc-Olivier Fogiel
- Jean-Bernard Hébey (Popprogramme für junge Leute)
- le Président Rosko (Popprogramme für junge Leute)
- Bernard Schu (Popprogramme für junge Leute)
- Georges Lang (seit 1971 in Nachtsendungen mit überwiegend angelsächsischer Musik)
- André Torrent (1967–2015, Hitparade, zahlreiche Morgensendungen)
- Sam Bernett (Popprogramme für junge Leute)
- Max Meynier (1969–1994, Les routiers sont sympas)
- Jean-Pierre Imbach (musikalische Frühsendungen)
- Lionel Richebourg (musikalisches Nachtprogramm)
- Jean-François Johann (musikalisches Nachtprogramm)
- René Guitton (musikalisches Nachtprogramm)
- Chris Baldo (musikalisches Nachtprogramm)
- Sophie Garel (Co-Moderation)
- Evelyne Pagès
- Virginie (Solenn) (Co-Moderation)
- Chantal (Huet) (Co-Moderation)
- Nicole (Tillet) (Co-Moderation)

Das Programm von RTL besteht unter anderem aus den folgenden Sendungen:
- RTL Matin, Morgennachrichten
- Ça peut vous arriver
- La tête dans les étoiles, Spiel mit einem Prominenten
- RTL soir, Abendnachrichten
- Les nocturnes, Nachtprogramm
- Stop ou encore, Musiksendung
- Le journal inattendu, Nachrichtensendung
- Le grand jury, Politiksendung
- Les grosses têtes, Talkshow
- Malice, kulturelles Spiel
- Hit parade, Musiksendung
- La valise RTL, Spiel

RTL-Werbe-Slogans
- 1977–1990: « RTL, c’est vous »
- 1990–1991: « Les infos, c’est comme le café, c’est bon quand c’est chaud et quand c’est fort »
- 1991–1996: « RTL, L’information en capitales »
- 1996–2001: « RTL, Essentiel »
- 2001–2006: « RTL, Vivre ensemble »; « RTL, Vivrensemble »
- 2006–2007: « RTL, c’est vous »
- 2007–2008: « Le plus RTL »
- 2008–2009: « 100 % RTL »; « RTL, c’est vous »
- 2009–2011: « RTL, première radio de France »
- 2011–2012 : « Qui vous connait mieux que RTL? »
- seit 2012: « RTL, toujours avec vous »

Geschäftsführer und Programmdirektoren
Liste der Geschäftsführer:
- 1933–1953: Jacques Lacour-Gayet
- 1953–1975: Jean Prouvost
- 1975–1979: Christian Chavanon
- 1979–2000: Jacques Rigaud
- 2000–2005: Rémy Sautter
- 2005–2009: Axel Duroux
- seit 2009: Christopher Baldelli

Liste der Programmdirektoren:
- 1933–1934: Jehan Martin
- 1934–1966: René-Louis Peulvey
- 1966–1978: Jean Farran
- 1978–1985: Raymond Castans
- 1985–2000: Philippe Labro
- 2000–2001: Stéphane Duhamel
- 2001–2005: Robin Leproux
- 2005–2006: Axel Duroux
- 2006–2010: Frédéric Jouve
  - 2007–2008: Stellvertretender Geschäftsführer: Jean-Marc Dorangeon
- 2010–2012: Yves Bigot
- seit 2013: Jacques Expert

Liste der directeurs de l’antenne:
- 2005–2006: Jean-François Latour
- seit 2006: Jean-Yves Hautemulle

## Programme in weiteren Sprachen

### Das englischsprachige Programm
Programme in englischer Sprache gab es ab dem 3. Dezember 1933 unter der Leitung von Stephen Williams, die in Studios in Avenue Monterey in London und der Villa Louvigny in Luxemburg produziert wurden. Moderatoren dieser Sendung waren Willams selbst, Léon Moulin, Eva Siewert und Evelyn Wybrands. Finanziert wurde die Sendung durch Werbung, was anfangs stark von der britischen Presse kritisiert wurde.
Auch das englischsprachige Programm von Radio Luxembourg wurde nach Kriegsende am 15. Januar 1951 wieder aufgenommen und von 19 bis 24 Uhr über die Mittelwellenfrequenz 208 m/1440 kHz ausgestrahlt. Es gehörte in Großbritannien zu den beliebtesten Radioprogrammen und war dort in den 1950er und 1960er Jahren hauptsächlich für die Verbreitung von Popmusik zuständig, da die BBC diese Musikart zunächst kaum beachtete. Bereits 1948 starteten die ersten Top-20-Musikcharts, die zunächst noch nicht auf Plattenverkäufen, sondern auf dem Absatz von Notenblättern basierten. Erst mit dem Aufkommen der Piraten- und Seesender Mitte der 1960er Jahre ging die Popularität von Radio Luxembourg in Großbritannien zurück.

Werbelogo, 1981

Da die britische Regierung 208 Happy Radio Luxembourg – so wurde der englischsprachige Dienst von Radio Luxembourg genannt – nicht mehr gestattete, das englischsprachige Programm von London aus zu senden, produzierte der englischsprachige Dienst seine Sendungen live in den Studios der Villa Louvigny in Luxemburg, in denen zu der Zeit auch die deutschen, die luxemburgischen und einzelne französische Programme entstanden. Das englischsprachige Programm bestand aus Unterhaltung und populärer Musik.
Mit dem Ende der Seesender stieg die Popularität des englischen Programms von Radio Luxembourg in Großbritannien wieder an und gewann erneut Kultstatus, auch in Skandinavien. Die bekanntesten DJs dieser Zeit waren Benny Brown, Bob Stewart, Tommy Vance, Tony Prince, Mike Hollis, Stuart Henry, Olli Henry und Paul Burnett.
Durch die Beteiligung an dem irischen Sender Atlantic 252 verloren die Eigentümer des englischsprachigen Dienstes von Radio Luxembourg nach und nach das Interesse an diesem, zumal sich die Hörgewohnheiten in Großbritannien wandelten, Radio Luxembourg war dort nur abends empfangbar und sendete auf der im Vergleich zu den UKW-Sendern der BBC empfangstechnisch minderwertigen Mittelwelle. Zudem hatte BBC 1, das Popprogramm der BBC, seine Sendungen in den Abend ausgeweitet und stellte nun eine ernstzunehmende Konkurrenz dar. Nach mehr als 59 Jahren wurde am 30. Dezember 1992 der Betrieb Radio Luxembourgs in englischer Sprache eingestellt.
Ab dem 12. September 2005 sendete Radio Luxembourg nochmals ein englischsprachiges Programm auf DRM und als Livestream, was eine optimale Empfangsqualität sicherte, doch wurde der Betrieb nach einer kurzen Testphase erneut eingestellt. Eine ähnliche englischsprachige Unterhaltungssendung wurde von 2005 bis 2015 auf dem inländischen luxemburgischen RTL Radio Lëtzebuerg abends, nach dem Ende der luxemburgischsprachigen Beiträge, ausgestrahlt; dann wurden diese bis in die späten Abendstunden ausgedehnt und verdrängten das englische Programm vollends von der Inlandswelle.

### Niederländisches bzw. flämisches Programm
Es gab bei Radio Luxemburg auch ein Programm in niederländischer Sprache, zuletzt „flämisches Programm“ genannt. Es startete 1933 und lief bis in die frühen 1960er Jahre ab morgens bis 14 Uhr, vor den deutschsprachigen Sendungen, die 1957 ihren Dienst aufnahmen. Die Sendungen wurden überwiegend in Hilversum, dem Hauptstandort des Hörfunks in den Niederlanden, produziert. Später wurde das niederländischsprachige Programm auf fünf, dann drei Stunden reduziert (von 9 bis 12 Uhr vormittags) und Ende der 1960er Jahre auf den frühen Abend verlegt und nochmals gekürzt (18 bis 19.30 Uhr, sonntags nur bis 19 Uhr). Von 1975 an lief es noch alltags eine halbe und sonntags eine Stunde auf der Mittelwellenfrequenz 208 m/1439 kHz (später 1440 kHz) zwischen dem deutschen und dem englischen Programm, sonntags mit der Benelux-Hitparade, an den anderen Tagen mit einer internationalen Brieffreundschaftsbörse; beides wurde von Mike Verdrengh moderiert, der auch beim staatlichen belgischen Rundfunk, BRT, tätig war. Niederländischsprachige DJs in den früheren Jahren waren außerdem Peter Koelewijn, Frans van der Drift, Jackie Dewaele (genannt Zaki), Felix Meurders und Peter van Dam, die neben den Sendungen von Radio Luxemburg auch bei der BRT oder dem niederländischen Rundfunk (Radio Hilversum) tätig waren. Das so genannte flämische Programm von Radio Luxemburg wurde in Brüssel auf Band vorproduziert und von Luxemburg ausgestrahlt. Am Ende fiel es kommerziellen Erwägungen der CLT zum Opfer; die Mittelwelle tagsüber ganz dem deutschen Programm zu überlassen, bedeutete die Erschließung eines größeren Werbemarktes.

### Deutschsprachiges Programm
Am 15. Juli 1957 startete Radio Luxembourg sein deutschsprachiges Programm u. a. auf der Mittelwellenfrequenz 208 m/1439 kHz sowie auf UKW, das heute als RTL Radio bekannt ist.